# 카포 (기타)

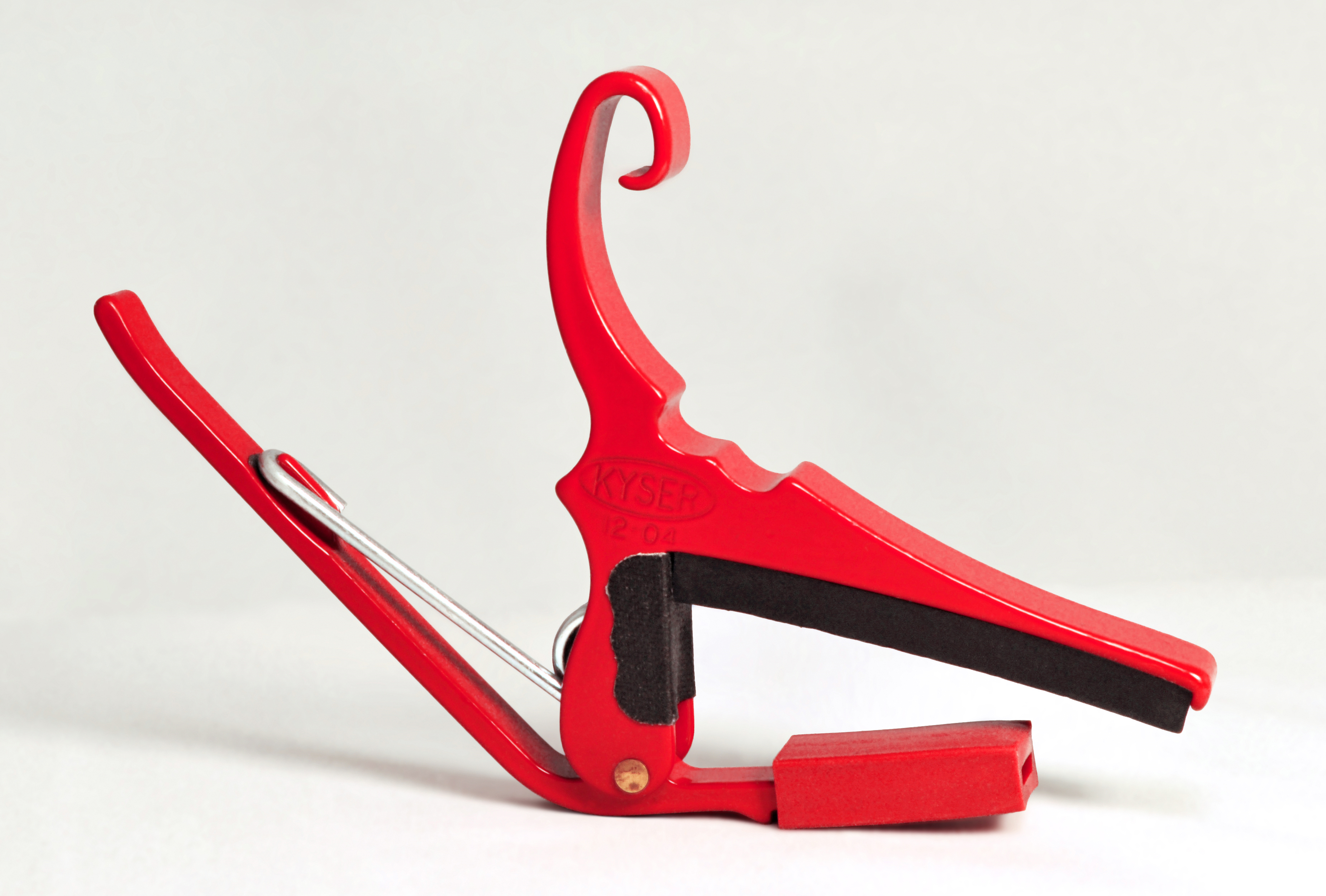
스프링 클램프 카포

카포(capo)는 현악기의 목 부분에 연주할 수 있는 길이를 줄이기 위해 사용되는 장치로, 음의 고저를 높인다. 그것은 기타, 만돌린, 바이조 그리고 우크렐레에 자주 사용된다. 이 단어는 현악기의 너트를 의미하는 이탈리아의 "카포타 스토"에서 유래되었다. "카포타 스토"라는 용어를 가장 먼저 사용한 것으로 알려진 사람은 1640년의 안노타치오니에 있는 조반니 바티스타 도니에 의해서인데, 그는 이 용어를 비올라 다감바의 너트를 묘사한다. 첫번째 특허를 받은 카포프는 코네티컷주 월콧 빌 소재의 제임스 아시원에 의해 디자인되었다.